# V0 vasútvonal
A V0 vasútvonal egy a jövőben megépítendő, Nagy-Budapestet elkerülő vasútvonal. A Budapest belső területeit az átmenő vasúti teherforgalomtól mentesítő vonal megépítése a magyar közlekedésfejlesztés egyik legrégebben húzódó, több évtizedes múltra visszatekintő ígérete. A vonal tervezése többször lendületet vett, de tényleges megvalósítását még soha nem kezdték meg.

## Története
A trianoni békeszerződés után a főváros súlya az ország településszerkezetében - a hasonló népességű országokkal megegyezően - még jelentősebb lett. Az ország területén a Dunán kelet -nyugati irányban csak három vasúti híd maradt: Budapesten kettő és Baján egy. Így még nyomasztóbbá vált az országnak az az adottsága, hogy szinte minden, így a vasúthálózat is Budapest-központú volt. A békeszerződés a vasúthálózat esetében még azzal is súlyosbította, hogy a már meglévő legfontosabb keresztirányú vonalakat vagy szándékosan elmetszette, vagy az országhatárokat a gyűrűirányú vasútvonalakkal párhuzamosan, azokon belül húzta meg, hogy csökkentse a maradék ország hadseregének mozgósítási hatékonyságát egy esetleges revíziós háború esetén.
Közlekedés- és Postaügyi Minisztérium (KPM) megbízásából 1975-ben az UVATERV és Arató Balázs tervező vizsgálták a V0 nyomvonalát és ehhez a MÁVTI-t is bevonták. Ez a munka alapozta meg a Komáromból a meglévő 5-ös vonal felhasználásával Székesfehérvárig haladó, majd onnan új építésű vonalon Szolnok térségét megcélzó vonalvezetést. Érdekesség, hogy a Komáromból élesen délnyugati irányban visszatört, jelentős kerülővel kiépült 5-ös vonal Kisbér és Komárom közötti szakaszát kiváltó, kiegyenesített Győr és Kisbér közötti vonalszakasz akkor sem volt feladat, holott a ma is jelentős fejlesztési központokként számon tartott Székesfehérvár és Győr közvetlen vasúti összeköttetése akkor is (és ma is) jelentős szinergikus hatással bírt volna.
A keresztirányú lehetőségeket tehát bővíteni kellett. Erre válaszul meg is épült egy majdani vasúti körgyűrű első eleme, a Dunaföldvár–Solt-vasútvonal, de a folytatása sem kelet, sem nyugat felé nem készült el soha. Az igazi funkcióját végül soha be nem töltő vasútvonalat 2001-ben végleg felszámolták. Részben főutat építettek a helyére.
A vasútvonal története 2011-ben fordult újra a megvalósítás irányába, mikor a Magyar Logisztikai Szolgáltató Központok Szövetsége környezeti tanulmányt készíttetett a lehetséges nyomvonalváltozatokról.
2022. áprilisában ismét napirendre került a vasútvonal megépítése. A döntéssel a Szolnok–Kecskemét–Székesfehérvár–Győr irányú összeköttetés nyomvonalsávját határozták meg. Azt a célt tűzték ki, hogy a teljes, Záhonytól Győrig tartó vonal kiépítése 2030-ig elkészüljön, ezen belül először a középső, Kecskemét és Adony térségében lévő szakaszt építenék meg.

## Nyomvonalváltozatok
A környezeti tanulmányban  hat nyomvonalsávot vizsgáltak meg:
- I-es nyomvonalsáv: Komárom-Székesfehérvár-Dunaföldvár-Kecskemét-Cegléd-Szolnok
- II-es nyomvonalsáv: Komárom-Székesfehérvár-Dunaújváros-Kecskemét-Cegléd-Szolnok
- III-as nyomvonalsáv: Komárom-Székesfehérvár-Adony-Albertirsa/Cegléd-Szolnok
- IV-es nyomvonalsáv: Komárom-Bicske-Ercsi-Albertirsa/Cegléd-Szolnok
- V-ös nyomvonalsáv: Komárom-Herceghalom-M0 térsége-Üllő/Monor-Szolnok
- VI-os nyomvonalsáv: Komárom-Budapest-Szolnok

A megvizsgált lehetőségek közül végül is a IV-es változatot javasolták megvalósításra és nyújtották be a Nemzeti Fejlesztési Ügynökséghez.

## Előkészítés
A vasútvonal az eredeti tervek szerint 2017-2020. között épülhetett volna meg mintegy 300 milliárd forintból. A 2014-2020-as európai uniós fejlesztési időszak forrásaiban nem volt a projektre fordítható pénz. A Kínai Fejlesztési Bankkal (CDB) folyamatosak voltak a tárgyalások, és bíztak benne, hogy a következő időszakban meg tudnak egyezni a hitelfelvétel feltételeiről.
A tanulmányterv készítésének idejéhez képest 2022-re érdemben változott meg a V0 beruházás környezete, amely a javasolt nyomvonal újragondolását is felvetette. Budapesten belül megkezdődött az ún. Déli Körvasút fejlesztése, ami időlegesen mérsékelte a Ferencváros és Kelenföld közötti krónikus pályakapacitás-hiányt. A 150-es vasútvonal nagyszabású átépítése is megkezdődött és teherforgalma jelentős növekedés elé nézett. A nyomvonal újragondolását leginkább indokló esemény a Budapest-Bécs nagysebességű vasútvonal nyomvonalának kijelölése volt. Az új nagy sebességű pálya Vál és Tabajd térségében keresztezi a V0 vonalát, majd Székesfehérvár közelében északnyugati irányba fordulva a Móri-árkon áthaladva éri el Győr térségét, fölöslegessé téve ezzel a Vál-völgy északabbi részét érintő szakaszt, illetve lehetőséget teremtve arra, hogy olyan jelentős városokból is kivezessék a vasúti tranzitforgalmat, mint Komárom, Tata és Tatabánya. 2021 áprilisában az állam új megvalósíthatósági tanulmányterv készítését kezdeményezte, ám a pályázatot visszavonták, még mielőtt az eredménnyel lezárult volna.
2022 elején hosszú csend után váratlanul megmozdulni látszott a V0 ügye. Előbb a magyar minisztérium említette egy közleményében, hogy Oroszország részt vállalna a Budapestet elkerülő vasútvonal megépítésében. A február 1-én tartott orosz-magyar csúcstalálkozón maga Vlagyimir Putyin jelentette be, hogy az RZD közbeiktatásával Oroszország kétmilliárd dolláros (630 milliárd forintos) hitelkeretet ajánl fel Magyarország számára a V0 megvalósításához. Rövid időn belül kiderült, hogy a kormányzat a V0 megvalósításának elkezdését a lehető legrövidebb időn belül tervezi. A 2022. február 8-án tartott miniszteri sajtótájékoztatón lett a közvélemény számára is nyilvánvaló, hogy az oroszokkal való egyezség lényegében már korábban megszülethetett, a magyar kormány pedig nem az MLSZKSZ által 2011-ben javasolt IV-es nyomvonalon (Bicske–Ercsi–Albertirsa), hanem az I-es vagy II-es nyomvonalon (Szolnok–Kecskemét–Székesfehérvár) között számol az új vasútvonal létrejöttével. A néhány nappal később kirobbant háború nyomán az Európai Unió pénzügyi és kereskedelmi korlátozások százait léptette életbe Oroszország ellen, ezzel  a V0-ás vasútvonal orosz részvétellel történő megvalósítása lekerült a napirendről.
A megvalósítás kérdése azonban továbbra is a felszínen maradt. A 2023-ban összeállított Országos Vasúti Áruforgalmi Koncepció legmarkánsabb munkarésze a V0 vasútvonal volt. 2024-ben a kínai elnök látogatásának alkalmával Lázár János a V0-t a kínai állammal közösen megvalósítható tervek közé sorolta. Nem sokkal később a miniszter egy választási rendezvényen már részletesebben számolt be a tervről. Eszerint a V0-t kínai partnerek bevonásával építik meg, a nyomvonala pedig Dunaújvárostól pár kilométernyire északra keresztezi a Dunát.